# Private mobile radiocommunications

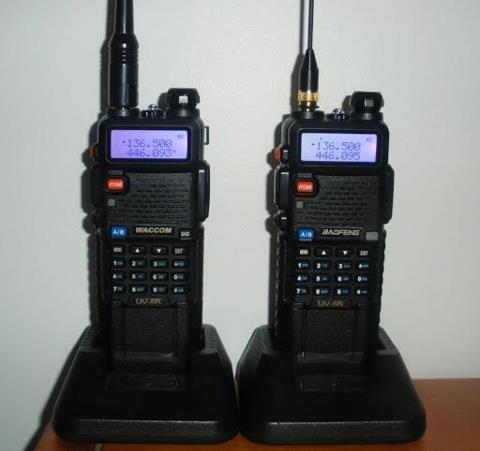
Exemplo de um rádio PMR

Private mobile radiocommunications (PMR) é um sistema de comunicações de ondas de rádio para médias e curtas distâncias, sendo o walkie-talkie (inventado em 1943 pela Motorola) o seu precursor. É utilizado em meios profissionais por serviços de segurança (exércitos, polícias, bombeiros), indústria e trabalhos públicos.
Os sistemas PMR visam mercados com requisitos mais específicos e críticos para comunicações móveis, não oferecidos pelos sistemas celulares públicos.
A vantagem de um sistema PMR relativamente ao GSM está na difusão em grupo: uma mensagem pode ser difundida para vários postos em simultâneo. O inconveniente é a confidencialidade das informações.

## Exemplos
- PMR446 para particulares e profissionais na Europa.
- Terrestrial Trunked Radio